# Black Entertainment Television
Black Entertainment Television (BET) é um canal de televisão por assinatura americano voltado para o público afro-americano. O canal é de propriedade da unidade Paramount Media Networks da Paramount Global via BET Networks e possui escritórios na cidade de Nova York, Los Angeles, Chicago, e foi anteriormente sediada em Washington, D.C.
Em fevereiro de 2015, aproximadamente 88.255.000 lares americanos (75,8% dos lares com televisão) recebiam o canal.
No Brasil, o canal foi lançando em 26 de março de 2021.

## História
Depois de deixar o cargo de lobista da indústria a cabo, Robert L. Johnson, natural de Freeport, Illinois, decidiu lançar seu próprio canal de televisão a cabo. Johnson logo adquiriria um empréstimo de $15,000 e um investimento de $500,000 do executivo de mídia John Malone para iniciar o canal. O canal, que foi batizado de Black Entertainment Television (BET), foi lançado em 25 de janeiro de 1980. Cheryl D. Miller desenhou o logotipo que representaria o canal.
Transmitindo inicialmente por duas horas por semana como um bloco de programação na Madison Square Garden Sports Network (que mudaria seu nome para USA Network três meses após o lançamento do BET), a programação do canal era composta de videoclipes e reprises de seriados populares com pessoas negras. Somente em 1983 o BET se tornou uma entidade completa, independente de qualquer outro canal ou bloco de programação.
O BET lançou um programa de notícias, BET News, em 1988, com Ed Gordon como âncora. Gordon mais tarde apresentou outros programas e especiais no BET, como Black Men Speak Out: The Aftermath, relacionado aos distúrbios de Los Angeles em 1992, e um programa de entrevistas recorrente, Conversations with Ed Gordon. Em 1996, o talk show BET Tonight estreou com Tavis Smiley como apresentador; em 2001, Ed Gordon substituiu Smiley como apresentador do programa.
Em 1991, o canal se tornou a primeira empresa de televisão controlada por negros a ser listada na Bolsa de Valores de Nova York. A partir do final da década de 1990, o canal se expandiu com o lançamento de canais digitais a cabo: o que agora é o canal de interesse geral BET Her, originalmente lançado como BET on Jazz (mais tarde conhecido como BET Jazz e BET J), criado originalmente para mostrar o jazz relacionado à música  programação, especialmente de músicos black jazz; em 1998, ela fez uma joint venture com a Starz (então propriedade de Liberty Media de John Malone) para lançar um serviço multiplex do canal premium apresentando filmes de orientação afro-americana chamado BET Movies: Starz! 3 (mais tarde renomeado Black Starz após a BET desistir do empreendimento após sua compra pela Viacom, então proprietária da rival Showtime, e agora conhecida como Starz InBlack). Em 2001, o canal perdeu seu status de empresa de propriedade de negros quando foi comprada pelo conglomerado de mídia Viacom por US$3 bilhões. Em 2005, Johnson se aposentou do canal, passando seus cargos de presidente e diretor executivo para a ex-vice-presidente do BET, Debra L. Lee.
Em 2007, o canal lançou mais dois canais voltados para a música, BET Hip-Hop e BET Gospel. O BET também lançou um lote de programação original nessa época, incluindo reality shows como Baldwin Hills e Hell Date, o programa de competição Sunday Best e o programa de discussão no estilo prefeitura Hip Hop vs. America. O presidente de entretenimento do BET, Reginald Hudlin, renunciou o canal em 11 de setembro de 2008. Ele foi então substituído por Stephen Hill, que também é vice-presidente executivo de programação musical e talentos. O BET anunciou em março de 2010 que Ed Gordon retornaria ao canal para apresentar "uma variedade de programas de notícias e especiais".
Em março de 2017, o presidente de programação Stephen Hill e o vice-presidente executivo de programação original Zola Mashariki deixaram o cargo. Connie Orlando, vice-presidente sênior de Especiais, Programação de Música e Notícias, foi nomeada presidente interina de programação.
Em julho de 2017, a Viacom assinou novos acordos de desenvolvimento de filme e televisão com Tyler Perry após a expiração de seu contrato existente com a Discovery Inc. em 2019. Como parte deste acordo, Perry produziria The Oval e Sistas para o BET e seria coproprietário do serviço de streaming recém-lançado, BET+.

## Premiações

### BET Awards
O BET Awards é a principal premiação da emissora e teve sua primeira edição realizada em 2001. Anualmente o BET premia personalidades afro-americanas que se destacaram na música, na atuação, esportes e outros campos de entretenimento. Dentre os mais premiados estão Whitney Houston, Michael Jackson, Beyoncé Knowles, Mariah Carey, Rihanna, Nicki Minaj, entre outros.

### BET Hip Hop Awards
É uma premiação anual voltada para cantores, produtores e diretores de videoclipes de hip hop. A primeira cerimônia foi realizada em 12 de novembro de 2006 no Fox Theatre em Atlanta, Geórgia, foi ao ar pela primeira vez em 15 de novembro, sendo apresentada pelo comediante Katt Williams.

### BET Honors
O BET Honors foi criado em 2008 pelo canal para agraciar as vidas e conquistas dos afro-americanos. Os prêmios foram apresentados anualmente (de 2008 a 2016) e transmitidos pelo BET durante o Mês da História Negra. Os honrados não são apenas personalidades famosas, mas também pessoas afro-americanas que fizeram a diferença em algumas áreas como politica, tecnologia, saúde e educação. Entre os honrados famosos estão Alicia Keys, Mary J. Blige, Queen Latifah, Patti Labelle, Whitney Houston, Jamie Foxx, Cicely Tyson, L.A. Reid, Lee Daniels, ente outros. 

## Transmissão internacional
O BET foi inaugurado no Canadá em outubro de 1997, disponível na maioria dos provedores de televisão paga. O canal possuía um conteúdo produzido pela própria filial canadense, como programas que davam destaque a artistas locais, porém em 2017, as produções foram canceladas e o canal passou a exibir o conteúdo do canal norte-americano.
No Reino Unido, o canal foi distribuído pela Virgin Media, de 1993 á 1996. Em 2007, após uma década fora do mercado europeu, a BET International Inc., recebeu uma licença para abrir uma filial no Reino Unido, que foi inaugurada em 8 de agosto de 2008, com o nome de BET International, uma versão do canal produzida no Reino Unido, com sinal disponível na Europa, África e Oriente Médio através de provedores de satélite. Apenas no Reino Unido a transmissão do canal é gratuita.
Em julho de 2016, a rede lançou um aplicativo chamado BET PLay, que permite acesso internacional ao conteúdo da BET em mais de 100 países.
No Brasil o canal será lançando dentro no serviço de Streaming e TV On Demand Pluto TV, a partir do dia 26 de Março de 2021

## Controvérsias
Com a evolução dos videoclipes de Rap e Hip-Hop no começo da década de 2000, o canal virou alvo de críticas e protestos por exibir conteúdos que promoviam a sexualização da mulher negra e estereótipos raciais. A responsabilidade foi passada ao canal, pois promovia o conteúdo sem ressalvas. Muitos pesquisadores da comunidade afro-americana disseram que o BET perpetua e justifica o racismo afetando os estereótipos mantidos sobre os afro-americanos. Como resultado, o BET passou a censurar fortemente o conteúdo de clipes, programas e filmes exibidos.
Em 2006, após a morte da líder dos direitos civis Coretta King, o BET transmitiu sua programação regularmente, em vez de cobrir o funeral de King ao vivo, como fizeram os canais CNN, Fox News Channel e MSNBC. O canal recebeu dezenas de telefonemas e e-mails com críticas, até mesmo de jornalistas e pessoas famosas. Michael Lewellen, vice-presidente sênior de comunicação corporativa da BET, defendeu a decisão: "Pesamos várias opções diferentes. No final, optamos por oferecer um tipo diferente de experiência para os telespectadores da BET". Em meio a polêmica, a equipe do canal foi ordenada a produzir o mais rápido um tributo especial, que se chamou "Coretta Scott King: Casada com a Missão", que foi exibido em 7 de fevereiro de 2006, na noite de seu funeral.